# Seemannaralia gerrardii
Seemannaralia gerrardii là một loài thực vật có hoa trong Họ Cuồng. Loài này được (Seem.) R.Vig. miêu tả khoa học đầu tiên năm 1906.